# John Konchar

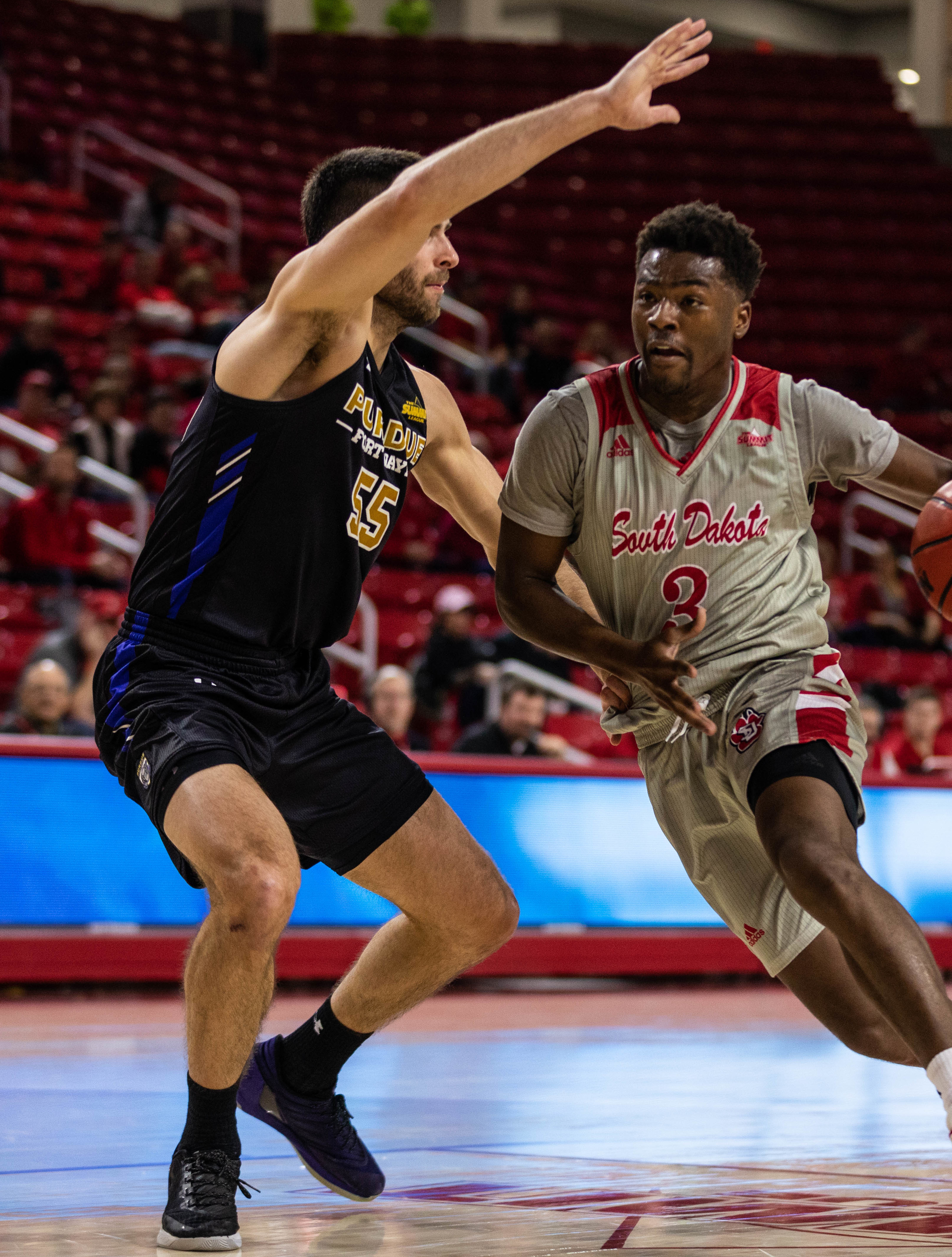
John Konchar (vänster), 2019.

John Konchar, född 22 mars 1996 i West Chicago i Illinois, är en amerikansk professionell basketspelare (SF/SG) som spelar för Memphis Grizzlies i National Basketball Association (NBA).
Han blev aldrig NBA-draftad.
Innan Konchar blev proffs studerade han vid Purdue University Fort Wayne och spelade för deras idrottsförening Purdue Fort Wayne Mastodons.